# Henri Avenel
Henri Avenel, né Mayer le 7 mars 1853 à Paris 6e et mort le 24 mai 1908 à Paris 9e, est un journaliste et historien de la presse français.

## Biographie
Fils adoptif du poète chansonnier Paul Avenel, il a débuté comme secrétaire d’Eugène Spuller qui lui avait donné le goût et le respect de cette presse dans laquelle il a fait ses débuts, vers 1875, en collaborant notamment à la République française de Léon Gambetta, au Voltaire, à l’Événement.
En 1888, il prend la direction de l’Annuaire de la presse française, fondé par Émile Mermet en 1880, et l’a amélioré à plusieurs titres, notamment en y ajoutant un service politique. Il a été, de 1901 à 1903, le directeur-administrateur du Le Petit Bleu de Paris, dont la formule moderne a inspiré bon nombre de confrères. Il a ensuite imaginé et rédigé l’Annuaire de la presse, utile ouvrage continué par Paul Bluysen, qui a fait de lui un des journalistes les plus connus de Paris.
Écrivain consciencieux, républicain éprouvé, homme aimable et courtois, ce journaliste, qui adorait son métier et en avait le respect, il s’en est fait  l’historiographe, employant les rares loisirs que lui laissait la tâche considérable de la rédaction de l’Annuaire de la presse à écrire des ouvrages sur les journalistes et le journalisme. Il a publié notamment une monumentale Histoire de la presse depuis 1789 à 1900, et un volume sur le Président Loubet.
Ayant publié, à l’occasion de l’Exposition universelle de 1900, une Histoire de la presse, savamment documentée, on faisait souvent appel à sa compétence sur la question. Peu de jours avant sa mort subite, terrassé par une congestion pulmonaire, il faisait encore une conférence sur le journalisme fort remarquée aux élèves de l’École pratique des hautes études.
Membre de l’Association des journalistes républicains et de l’Association des journalistes parisiens, il a également été président d’honneur de la Société d’horticulture de Bougival. Il repose au cimetière du Montparnasse.

## Publications
- L'Amérique latine : avec un exposé préliminaire des relations présentes et futures du commerce franc̜ais dans cette contrée, Paris, ancne Maison Quantin, 1892, 319 p., ill. ; in-8º (OCLC 1123593346, lire en ligne).
- Histoire de la presse française depuis 1789 jusqu’à nos jours, Paris, Ernest Flammarion, 1900, 865-[18] p., ill. ; in-8º (OCLC 763931648, lire en ligne sur Gallica).
- Comment vote la France : dix-huit ans de suffrage universel, 1876-1893, Paris, Librairies-imprimeries réunies, 1894, xvi-80 p., ill. ; in-8º (OCLC 23427935, lire en ligne sur Gallica).
- Chansons et chansonniers, Paris, C. Marpon et E. Flammarion, 1890, 431 p., in-12 (OCLC 870458880, lire en ligne sur Gallica).
- Le Monde des journaux en 1895 : organisation, influence, législation, mouvement actuel : portraits et pseudonymes, Paris, Librairies-imprimeries réunies, 1895, 276 p., ill. ; in-8º (OCLC 70728972, lire en ligne sur Gallica).
- Annuaire de la presse française, 1880-1891.
- Annuaire de la presse française et du monde politique, 1892-1905.
- Le Président Émile Loubet et ses prédécesseurs, trente-cinq années de République, Paris, F. Juven, 1905, xii, 596 p., in-8º (OCLC 7357371, lire en ligne).
- La Presse française au vingtième siècle  (préf. Jules Claretie), Paris, Ernest Flammarion, 1901, [iii]-xx, 631 p., in-8º (OCLC 763917787, lire en ligne sur Gallica).
- Le Nouveau Ministère et la nouvelle Chambre : biographie des ministres avec portraits, Ministres et Ministères (1870-1898), les groupes du Sénat et de la Chambre des Députés, Paris, Ernest Flammarion, 1898, 315 p., ill. ; in-8º (OCLC 557540793, lire en ligne sur Gallica).
- La Presse étrangère dans l'Annuaire de la presse française, 1888-1891.
- La Chanson, [s.l], [s.n.], [s.d.], 389-402 p., in-8º (OCLC 469084835).